# Посквитув-Стары
Поскви́тув-Ста́ры (пол. Poskwitów Stary) — село в Польше в сельской гмине Ивановице Краковского повета Малопольского воеводства.
Село располагается в 5 км от административного центра гмины села Ивановице-Влосцяньске и в 18 км от административного центра воеводства города Краков.
В 1975—1998 годах село входило в состав Краковского воеводства.